# Rompiendo muros
 Rompiendo muros  es una película documental de Argentina filmada en colores dirigida por Alejandra Perdomo sobre su propio guion conforme la investigación que realizara. Se estrenó el 24 de abril de 2001 y su tema es la primera radiodifusora que transmitía desde un hospital psiquiátrico.

## Sinopsis
LT22 Radio La Colifata es una emisora radial de frecuencia modulada argentina, que transmite en la frecuencia de 100.3 MHz en Buenos Aires. Debe su nombre al lunfardo «colifato», «loco querible» y posee la peculiaridad de ser la primera en el mundo conducida por pacientes de un psiquiátrico. Fue iniciada el 3 de agosto de 1991, por iniciativa del todavía estudiante y posteriormente psicólogo Alfredo Olivera como parte de la terapia de recuperación para pacientes del Hospital Neuropsiquiátrico Dr. José T. Borda. La intención original del programa era dotar a pacientes internados y externados de un espacio de autonomía y facilitarles herramientas para recuperar la iniciativa necesaria para su reinserción a la salida de su internación.

## Producción
El documental fue producido por el Taller de investigación y producción del Grupo de Boedo. Se rodó en DVCAM y se exhibió por primera vez en público en el III Buenos Aires Festival Internacional de Cine Independiente en abril de 2001.